# Don't Let It Break Your Heart
Don't Let It Break Your Heart è un singolo del cantante britannico Louis Tomlinson, pubblicato il 22 novembre 2019 come quarto estratto dal suo album di debutto, Walls.
Il testo è stato scritto da Tomlinson stesso insieme a Stuart Crichton, Cole Citrenbaum, James Newman e Stephen Wrabel.